# Steatomys parvus
Steatomys parvus — вид гризунів родини Nesomyidae. Зустрічається в Анголі, Ботсвані, Ефіопії, Кенії, Мозамбіку, Намібії, Південному Судані, Танзанії, Уганді, Замбії та Зімбабве. Його природними середовищами існування є субтропічні або тропічні сухі чагарники та субтропічні або тропічні сухі низинні луки. Він віддає перевагу піщаним і культивованим місцевостям, скелястим пагорбам, відкритим лісам і трав’янистим рівнинам. Глибина його нори коливається від мінімум 40 см до одного метра; нора містить кілька проходів із центральною камерою, заповненою волокнами та травою.